# Barriopsis iraniana
Barriopsis iraniana är en svampart som beskrevs av Abdollahzadeh, Zare & A.J.L. Phillips 2009. Barriopsis iraniana ingår i släktet Barriopsis och familjen Dothidotthiaceae.   Inga underarter finns listade i Catalogue of Life.